# Vinden i Piletræerne
Vinden i Piletræerne (org. titel: The Wind in the Willows) er en klassisk, britisk børnebog, skrevet 1908 af Kenneth Grahame. Den oprindelige udgave var uden billeder, mens næsten alle senere udgaver er illustreret, måske mest kendt og elsket udgaven fra 1931, af Ernest H. Shepard.

## Plot
Handlingen kredser især om de fire antropomorfe dyrekarakterer Hr. Tudse, Hr. Grævling, Hr. Muldvarp og Hr. Rotte. Hr. Tudse er en aristokrat, og bor derfor på et slot, kaldet Tudseborg. Muldvarpen Hr. Muldvarp forlader sit ensomme mørke hjem og bor sammen med den venlige rotte Hr. Rotte, der lever i brinken ved den store flod. Grævling bor i et yderst omfattende underjordisk hjem i den nærliggende Vildskoven. Handlingen er en blanding af eventyr og mystik, med stærkt fokus på moral, venskab og snusfornuftig nyttefilosofi. Desuden er universet modelleret over det daværende britiske klassesamfund, med pæne og mindre pæne borgere, og hvor de 'onde' f.eks. typisk fremstilles som væsler, ræve osv.

## Værker baseret på bogen
Vinden i Piletræerne blev dramatiseret første gang 1929 af A. A. Milne – samme år, som bogens 31. oplag udkom. Senere er handlingen også overført til en stop-motion-animationsfilm (1983), og produceret som tv-serie (1984-1990).

## På dansk
Første oversættelse af bogen på dansk udkom i to dele på Gyldendal under titlerne Venner paa Vandring. Muldvarpen og Vandrotten. (1937) og Den taabelige Tudse (1940), illustreret med Shepards tegninger.

## Jul i Piletræerne
A.A. Milne fremkom med en version af samme historie ved navn "Jul i Piletræerne", der foregår med jul og vinter som tema. .